# 김상한 (인민혁명당 사건)
김상한은 동아대 교수로 인민혁명당 사건과 연관 되어 간첩으로 오명받았다. 법원이 애초 28억원으로 산정했던 간첩 조작 피해자 유족에 대한 국가의 손해배상 액수를 1억5000만원으로 대폭 깎는 판결을 했다.